# Benjamin Jeannot
Benjamin Jeannot, né le 22 janvier 1992 à Laxou (Meurthe-et-Moselle), est un ancien footballeur français qui évoluait au poste d'attaquant entre 2010 et 2023.

## Biographie

### Débuts à l'AS Nancy-Lorraine
Formé à l'AS Nancy-Lorraine à partir de la section benjamin, Benjamin Jeannot devient le plus jeune joueur professionnel de l'histoire du club, à 16 ans. Il est titulaire à l'âge de 17 ans seulement.
Il découvre la Ligue 1 lors de la saison 2010-2011, et est titularisé pour la première fois contre FC Lorient.
Il est prêté à la Berrichonne de Châteauroux le 14 juin 2012 pour une durée d'un an sans option d'achat. Il inscrit son premier but professionnel le 24 août 2012 à la 35e minute face au Tours FC lors de la 5e journée du championnat de Ligue 2. Les Berrichons gagnent 3-0.
Il joue 37 matchs sur 38 possibles lors de la saison 2012-2013. Il inscrit un total de 10 buts, soit une moyenne de 0,27 but/match. Il revient à l'ASNL, tout juste redescendue en Ligue 2, durant l'été 2013.
Il gagne la confiance de son entraîneur Patrick Gabriel et inscrit son premier but professionnel avec son club formateur dès la deuxième journée de Ligue 2 face au CA Bastia le 10 août 2013 (victoire 1-2 de Nancy). Il obtient alors sa place dans le onze nancéien et conclut sa saison sur 31 apparitions (24 titularisations), 6 buts et 2 passes décisives.

### Transfert à Lorient à 22 ans
Le 12 juin 2014, Benjamin Jeannot quitte la Ligue 2 et rejoint le FC Lorient en s'y engageant pour 5 ans. L'indemnité de transfert versée à son club formateur est estimée à 1 million d'euros. 
Il inscrit son premier but sous ses nouvelles couleurs lors de sa première titularisation avec Lorient le 30 août 2014  face à Guingamp (victoire 4-0, 4e journée). Auteur de sa première saison pleine en Ligue 1 (31 apparitions dont 25 titularisations pour 7 buts et 2 passes décisives), celle-ci prend fin prématurément à la suite d'une entorse du genou contractée face à Toulouse (défaite 0-1, 33e journée). Le 5 décembre 2015, il réalise son premier doublé en Ligue 1 au Stadium, performance réalisée en 49 secondes.
Lors de sa seconde saison à Lorient, il améliore ses statistiques en marquant un total de 14 buts sur l'ensemble de la saison, soit le double de la saison précédente.
Sa troisième année à Lorient est nettement moins convaincante puisqu'il n'inscrit aucun but lors de ses 18 sélections en Ligue 1. Il perd alors sa place de titulaire au profit de Benjamin Moukandjo, également ex-joueur de l'AS Nancy-Lorraine qui réussit cette année-là une bonne saison en inscrivant 13 buts en 25 matchs de championnat. A l'issue de cette saison 2016-2017, le FC Lorient est relégué en Ligue 2.

### Transfert à Dijon, baisse de rendement et retour en Ligue 2
Benjamin Jeannot est alors transféré le 12 juillet 2017 au Dijon FCO pour un montant de 2 millions d'euros. Cependant il ne marque que 6 buts en 54 matchs de championnat sur la période 2017-2019, ce qui conduit son club à le transférer au SM Caen en Ligue 2 lors du mercato d'été où il s'engage le 2 septembre 2019 pour quatre saisons. En 2021, lors de la 38e journée du championnat face à Clermont, il sauve le SM Caen de la relégation en inscrivant un but sur penalty à la dernière minute. Fin de saison 2022-2023, il décide de prendre sa retraite suite une blessure supplémentaire sur un genou déjà opéré précédemment.

### Reconversion
À l'issue de sa carrière professionnelle, il s'installe avec sa compagne en Bretagne, retrouvant la région lorientaise. Après avoir suivi une formation en technique de management, il intègre une concession Mercedes à Caudan. 

## Statistiques
| Saison                | Club                  | Championnat           | Championnat | Championnat | Championnat | Coupe nationale | Coupe nationale | Coupe nationale | Coupe de la Ligue | Coupe de la Ligue | Coupe de la Ligue | Total | Total | Total |
| Saison                | Club                  | Division              | M.          | B.          | P.d.        | M.              | B.              | P.d.            | M.                | B.                | P.d.              | M.    | B.    | P.d.  |
| 2010-2011             | AS Nancy-Lorraine     | Ligue 1               | 9           | 0           | 0           | -               | -               | -               | -                 | -                 | -                 | 9     | 0     | 0     |
| 2011-2012             | AS Nancy-Lorraine     | Ligue 1               | 6           | 0           | 0           | -               | -               | -               | 1                 | 0                 | 0                 | 7     | 0     | 0     |
| 2013-2014             | AS Nancy-Lorraine     | Ligue 2               | 31          | 6           | 2           | 1               | 0               | 0               | 3                 | 0                 | 0                 | 35    | 6     | 2     |
| Sous-total            | Sous-total            | Sous-total            | 46          | 6           | 2           | 1               | 0               | 0               | 4                 | 0                 | 0                 | 51    | 6     | 2     |
| 2012-2013             | LB Châteauroux (prêt) | Ligue 2               | 37          | 10          | 1           | 2               | 0               | 0               | 2                 | 0                 | 0                 | 41    | 10    | 1     |
| Sous-total            | Sous-total            | Sous-total            | 37          | 10          | 1           | 2               | 0               | 0               | 2                 | 0                 | 0                 | 41    | 10    | 1     |
| 2014-2015             | FC Lorient            | Ligue 1               | 31          | 7           | 6           | 2               | 0               | 0               | -                 | -                 | -                 | 33    | 7     | 6     |
| 2015-2016             | FC Lorient            | Ligue 1               | 29          | 7           | 1           | 5               | 5               | 1               | 3                 | 2                 | 0                 | 37    | 14    | 2     |
| 2016-2017             | FC Lorient            | Ligue 1               | 18          | 0           | 1           | 3               | 1               | 0               | -                 | -                 | -                 | 21    | 1     | 1     |
| Sous-total            | Sous-total            | Sous-total            | 78          | 14          | 8           | 10              | 6               | 1               | 3                 | 2                 | 0                 | 91    | 22    | 9     |
| 2017-2018             | Dijon FCO             | Ligue 1               | 25          | 4           | 1           | 1               | 0               | 0               | 1                 | 0                 | 0                 | 27    | 4     | 1     |
| 2018-2019             | Dijon FCO             | Ligue 1               | 23          | 2           | 0           | -               | -               | -               | 2                 | 0                 | 0                 | 25    | 2     | 0     |
| 2019-2020             | Dijon FCO             | Ligue 1               | 2           | 0           | 0           | -               | -               | -               | -                 | -                 | -                 | 2     | 0     | 0     |
| Sous-total            | Sous-total            | Sous-total            | 50          | 6           | 1           | 1               | 0               | 0               | 3                 | 0                 | 0                 | 54    | 6     | 1     |
| 2019-2020             | SM Caen               | Ligue 2               | 14          | 2           | 0           | 3               | 0               | 0               | -                 | -                 | -                 | 17    | 2     | 0     |
| 2020-2021             | SM Caen               | Ligue 2               | 32          | 4           | 1           | 1               | 0               | 1               | -                 | -                 | -                 | 33    | 4     | 2     |
| 2021-2022             | SM Caen               | Ligue 2               | 20          | 3           | 1           | -               | -               | -               | -                 | -                 | -                 | 20    | 3     | 1     |
| 2022-2023             | SM Caen               | Ligue 2               | 16          | 1           | 0           | 2               | 0               | 0               | -                 | -                 | -                 | 18    | 1     | 0     |
| Sous-total            | Sous-total            | Sous-total            | 82          | 10          | 2           | 6               | 0               | 1               | 0                 | 0                 | 0                 | 88    | 10    | 3     |
| Total sur la carrière | Total sur la carrière | Total sur la carrière | 271         | 44          | 14          | 18              | 6               | 2               | 12                | 2                 | 0                 | 301   | 52    | 16    |